# Sun Valley (Arizona)
Sun Valley es un lugar designado por el censo ubicado en el condado de Navajo en el estado estadounidense de Arizona. En el Censo de 2010 tenía una población de 316 habitantes y una densidad poblacional de 3,86 personas por km².

## Geografía
Sun Valley se encuentra ubicado en las coordenadas 34°58′59″N 110°1′55″O / 34.98306, -110.03194. Según la Oficina del Censo de los Estados Unidos, Sun Valley tiene una superficie total de 81.87 km², de la cual 81.74 km² corresponden a tierra firme y (0.16%) 0.13 km² es agua.

## Demografía
Según el censo de 2010, había 316 personas residiendo en Sun Valley. La densidad de población era de 3,86 hab./km². De los 316 habitantes, Sun Valley estaba compuesto por el 57.59% blancos, el 0.32% eran afroamericanos, el 29.75% eran amerindios, el 0% eran asiáticos, el 0.63% eran isleños del Pacífico, el 5.06% eran de otras razas y el 6.65% pertenecían a dos o más razas. Del total de la población el 15.51% eran hispanos o latinos de cualquier raza.